# Biatló als Jocs Olímpics d'hivern de 2006 - 12,5 quilòmetres amb sortida massiva femenins
Als Jocs Olímpics d'Hivern de 2006 celebrats a la ciutat de Torí (Itàlia) es disputà una prova de biatló femenina sobre una distància de 12,5 quilòmetres en format de sortida massiva que, unida a la resta de proves, configurà el programa oficial dels Jocs. Aquesta fou la primera vegada que aquesta prova formà part del programa olímpic. Els biatletes havien de fer cinc voltes en un circuit de 2,5 quilòmetres disparant vint vegades, deu drets i deu més estirats. Cada error en els tirs comportà una penalització de 150 metres d'esquí de fons.
La prova es disputà el dia 25 de febrer de 2006 a les instal·lacions esportives de Cesana San Sicario. Hi participaren un total de 30 biatletes de 14 comitès nacionals diferents.

## Resum de medalles
| Or                  | Argent       | Bronze     |
| Anna Carin Olofsson | Kati Wilhelm | Uschi Disl |

## Resultats

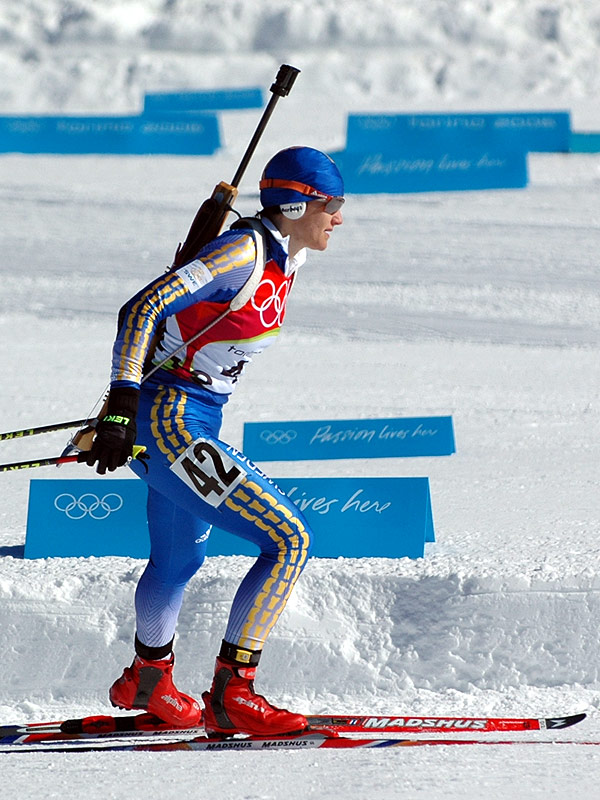
Anna Carin Olafsson.

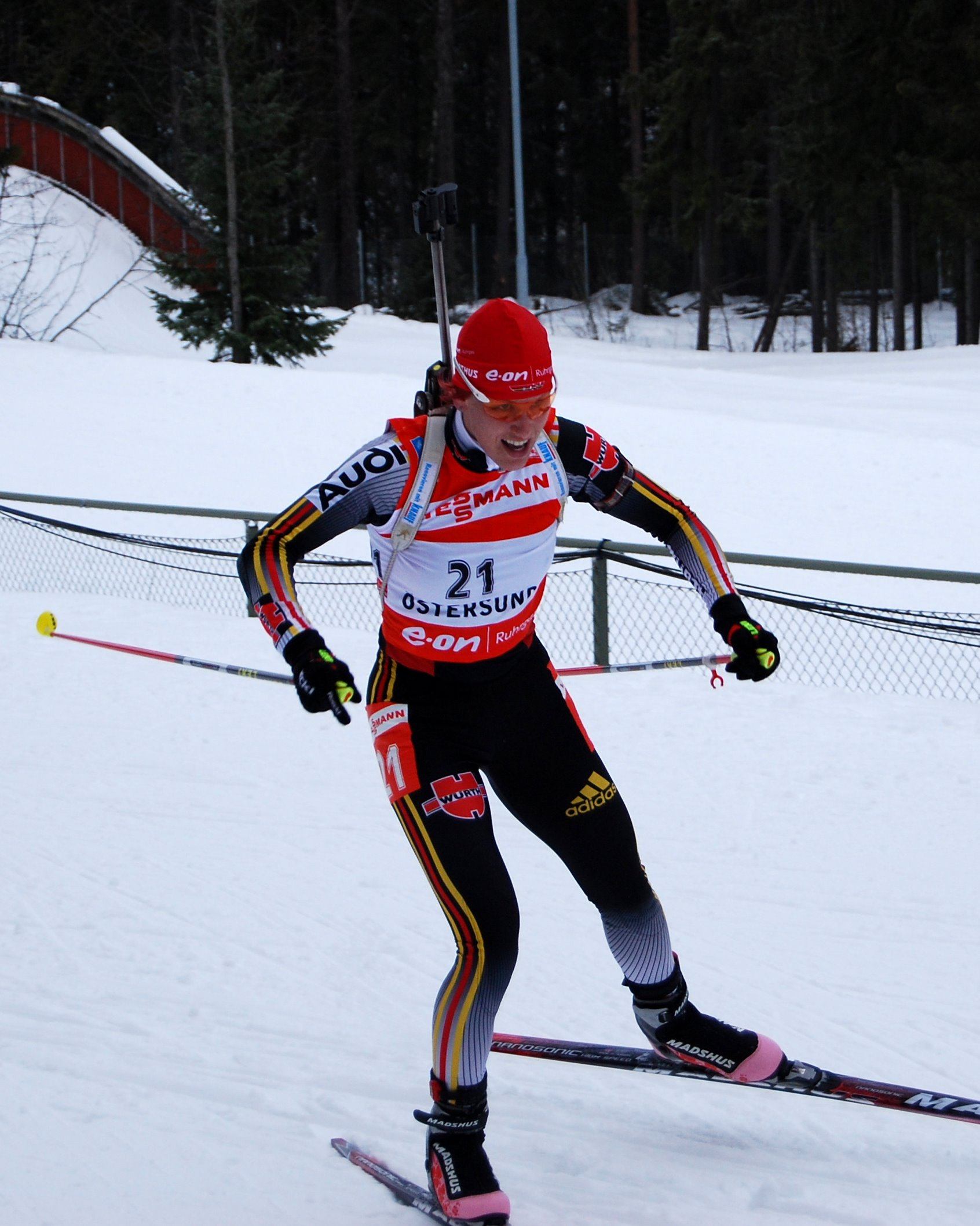
Kati Wilhelm.

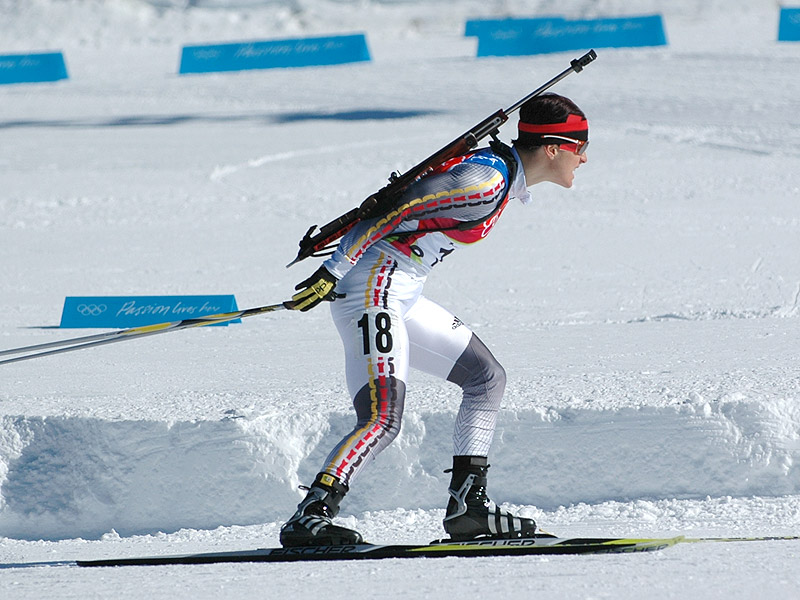
Uschi Disl.

| Posició | Nom                     | CON             | Penalització | Temps   |
| ------- | ----------------------- | --------------- | ------------ | ------- |
| 1       | Anna Carin Olofsson     | Suècia          | 1            | —       |
| 2       | Kati Wilhelm            | Alemanya        | 1            | +0:18.8 |
| 3       | Uschi Disl              | Alemanya        | 3            | +0:41.9 |
| 4       | Martina Glagow          | Alemanya        | 2            | +0:57.1 |
| 5       | Florence Baverel-Robert | França          | 2            | +1:04.0 |
| 6       | Olga Nazarova           | Belarús         | 1            | +1:14.0 |
| 7       | Liu Xianying            | R.P. de la Xina | 2            | +1:20.7 |
| 8       | Ekaterina Dafovska      | Bulgària        | 3            | +1:32.9 |
| 9       | Albina Akhatova         | Rússia          | 2            | +1:43.0 |
| 10      | Sandrine Bailly         | França          | 4            | +1:45.0 |
| 11      | Michela Ponza           | Itàlia          | 1            | +1:45.1 |
| 12      | Svetlana Ishmouratova   | Rússia          | 4            | +1:57.0 |
| 13      | Andrea Henkel           | Alemanya        | 3            | +2:05.0 |
| 14      | Linda Tjorhom           | Noruega         | 3            | +2:10.0 |
| 15      | Olga Zaitseva           | Rússia          | 1            | +2:21.8 |
| 16      | Olena Zubrilova         | Belarús         | 4            | +2:35.8 |
| 17      | Lilia Efremova          | Ucraïna         | 6            | +2:44.5 |
| 18      | Liv Grete Poirée        | Noruega         | 4            | +3:07.3 |
| 19      | Teja Gregorin           | Eslovènia       | 4            | +3:14.9 |
| 20      | Madara Liduma           | Letònia         | 5            | +3:16.2 |
| 21      | Natalia Levtchenkova    | Moldàvia        | 2            | +3:45.3 |
| 22      | Sun Ribo                | R.P. de la Xina | 7            | +3:52.8 |
| 23      | Kong Yingchao           | R.P. de la Xina | 3            | +4:08.5 |
| 24      | Natalia Guseva          | Rússia          | 5            | +4:18.6 |
| 25      | Tora Berger             | Noruega         | 3            | +4:46.7 |
| 26      | Sylvie Becaert          | França          | 6            | +5:01.9 |
| 27      | Delphyne Peretto        | França          | 5            | +5:03.4 |
| 28      | Hou Yuxia               | R.P. de la Xina | 10           | +5:03.6 |
| 29      | Magdalena Gwizdon       | Polònia         | 5            | +5:23.0 |
| 30      | Krystyna Palka          | Polònia         | 3            | +5:55.0 |